# Epiclytus breuningi
Epiclytus breuningi är en skalbaggsart som beskrevs av Friedrich F. Tippmann 1955. Epiclytus breuningi ingår i släktet Epiclytus och familjen långhorningar. Inga underarter finns listade i Catalogue of Life.